# Hums of the Lovin' Spoonful
Hums of the Lovin' Spoonful, musikalbum av gruppen The Lovin' Spoonful, utgivet december 1966 på skivbolaget Kama Sutra Records.
Tre hits fanns här, en av deras signatursånger "Summer in the City", samt "Rain on the Roof" och countryinfluerade "Nashville Cats". Resten av materialet är inte så välkänt, men allt är egenkomponerat material. Nyutgåvor av albumet inkluderar även några alternativa versioner av vissa låtar.
Albumet nådde 14:e plats på amerikanska Billboard-listan.

## Låtlista
Alla låtar är skrivna av John Sebastian om inget annat anges.
1. Lovin' You
2. Bes' Friends
3. Voodoo In My Basement
4. Darlin' Companion
5. Henry Thomas
6. Full Measure (John Sebastian/Steve Boone)
7. Rain On The Roof
8. Coconut Grove (John Sebastian/Zal Yanovsky)
9. Nashville Cats
10. 4 Eyes
11. Summer In The City (John Sebastian/Mark Sebastian/Steve Boone)
12. Darlin' Companion (demoinspelning med John Sebastian)
13. Rain On The Roof (instrumental version)
14. 4 Eyes (alternativ sång/förlängd version)
15. Full Measure (instrumental version)
16. Voodoo In My Basement (instrumental)
17. Darlin' Companion (alternativ sång och mix)

Fotnot: 12-17 är bonusspår från den remastrade cd-utgåvan från 2003.